# Tractat de Meaux
El Tractat de Meaux també conegut com a Tractat de París o de Meaux-París, fou signat l'any 1229 entre Lluís IX de França, encara sota la regència de Blanca de Castella i d'Anglaterra, i el comte Ramon VII de Tolosa.
Representà la submissió definitiva del comte tolosà i, de fet, el final de la lluita per al manteniment de la sobirania d'aquest territori occità.

## La signatura
Blanca de Castella, regent de França a nom del seu fill Lluís IX, va convocar una conferència a Meaux el març de 1229. Ramon VII de Tolosa s'hi va presentar acompanyat dels seus principals vassalls, entre els quals Bernat, comte de Comenge. També hi eren presents l'alt clergat llenguadocià i els senyors amb títols donats per Simó de Montfort durant la croada. Ramon VII no va tenir cap altre remei que acceptar les dures condicions redactades en el tractat. Abans de la signatura el comte de Tolosa va arribar a París com a pelegrí per buscar l'absolució. Va fer penitència a la catedral de Notre-Dame, on va ser flagel·lat a les escales del temple, com a declaració pública de penediment. Finalment, amb la signatura del tractat, Ramon VII va poder veure regulada la seva situació amb l'Església i el regne de França.

## Referències

Escut del rei de França.

Escut dels comtes de Tolosa.